# Plaça Verge Maria
La plaça Verge Maria, coneguda popularment com la plaça del Peix, és una plaça de Blanes situada al centre de la vila. Forma part del seu nucli antic. Fins al 1969, les dones hi compraven el peix i el marisc fresc pescat a la costa per les embarcacions de la confraria de pescadors local.
La portalada que dona accés a la plaça per la muralla és considerada un bé cultural d'interès local.